# Achalkalaki
Achalkalaki (gruzínsky: ახალქალაქი, arménsky: Ախալքալաք, česky: Nové Město) je malé město v gruzínském regionu Samcche-Džavachetie rozkládající se na hraně Džavachetské sopečné plošiny.

## Popis
Město se nachází přibližně 30 km od hranic s Tureckem a v minulosti zde mnoho obyvatel turecké národnosti žilo. Meschetští Turci však byli v roce 1944 z Gruzie na Stalinův příkaz vypovězeni, proto zde v dnešní době žije z 93,8 % pouze obyvatelstvo arménské národnosti (2014).

## Historie města
Achalkalaki bylo založeno v roce 1064, ale již dva roky po svém vzniku bylo vypleněno seldžuckými Turky při jejich invazi do Gruzie. V 11. století se stalo ekonomickým a správním celkem provincie Džavachetie. Od 16. století ho ovládali Turci, připojili ho k provincii Samcche a přejmenovali na "Ahılkelek". Po Rusko-turecké válce v roce 1829 připadlo Rusku. Rusové zdejší turecké obyvatelstvo deportovalo do Turecka a město nechalo osídlit Armény. Meschetští Turci jsou obyvatelé tureckého původu, kteří v Gruzii směli zůstat. V lednu 1900 bylo město a celá oblast postižena silným zemětřesením, jež srovnalo se zemí většinu města a vyžádalo si na tisíc obětí. V roce 1944 nechal Stalin zbylé turecké obyvatelstvo vysídlit do Kazachstánu, Kyrgyzstánu a Uzbekistánu.

## Doprava

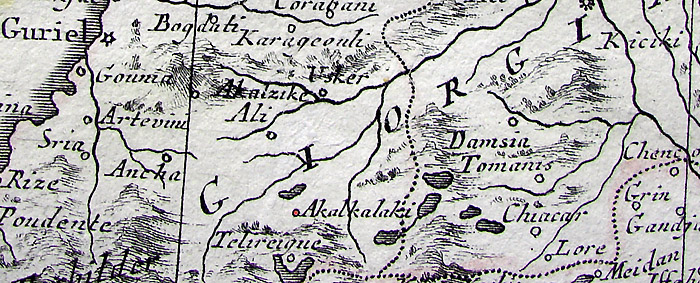
Achalkalaki na fragmentu mapy Antonia Zatty z Benátek, vytištěná v roce 1784.

V dubnu 2005 byla podepsána smlouva na výstavbu přes Achalkalaki vedoucí železniční trati Kars - Tbilisi - Baku spojující Turecko s Gruzií a Ázerbájdžánem, aby se vyřešila dopravní obslužnost mezi těmito zeměmi poté, co byla v 90. letech z politických důvodů uzavřena trať vedoucí přes Arménii. První testovací vlak projel touto tratí v lednu 2015, přičemž koncem roku 2015 mají být stavební práce ukončeny.

## Vojenská základna v Achalkalaki
Ve městě se za sovětské éry nacházelo sídlo 147. motostřelecké divize, jež byla součástí 9. armády. Po rozpadu Sovětského svazu se místní základna stala 62. vojenskou jednotkou Zakavkazska ruské armády, jež byla dle dohod ze Soči dne 27. června 2007 odevzdána Gruzii.